# IC 208
IC 208 est une galaxie lenticulaire située dans la constellation de la Baleine. Sa vitesse par rapport au fond diffus cosmologique est de (3249 ± 19) km/s, ce qui correspond à une distance de Hubble de 47,9 ± 3,4 Mpc (∼156 millions d'al). IC 208 a été découverte par l'astronome français Guillaume Bigourdan en 1888.
La classe de luminosité d'IC 208 est II-III et elle présente une large raie HI.
À ce jour, trois mesures non basées sur le décalage vers le rouge (redshift) donnent une distance de 37,867 ± 0,513 Mpc (∼124 millions d'al), ce qui est à l'extérieur des valeurs de la distance de Hubble.

## Groupe de NGC 825
La galaxie IC 208 fait partie du groupe de NGC 825 qui comprend au moins 5 galaxies. Outre IC 208 et NGC 825, les 3 autres galaxies du groupe sont IC 1776, UGC 1646 et UGC 1649.
Selon E.L. Turner, les galaxies NGC 825 et IC 208 forment une paire de galaxies rapprochées.